# Bernard Debré
Bernard Debré (ur. 30 września 1944 w Tuluzie, zm. 13 września 2020) – francuski lekarz, specjalista w zakresie urologii, a także polityk, były minister, parlamentarzysta.

## Życiorys
Był synem Michela Debré, byłego francuskiego premiera, a także bratem bliźniakiem Jean-Louisa Debré, byłego ministra i przewodniczącego Rady Konstytucyjnej.
Z wykształcenia lekarz, specjalista w zakresie urologii. Objął stanowisko professeur des universités, praticien hospitalier. Na początku lat 90. przeprowadził u prezydenta François Mitterranda operację prostaty
Zaangażował się w działalność gaullistowskiego Zgromadzenia na rzecz Republiki. W latach 1986–1994 sprawował mandat posła do Zgromadzenia Narodowego z Indre i Loara. Był radnym, a w latach 1992–2001 merem miasta Amboise. W okresie 1992–1994 pełnił nadto funkcję wiceprzewodniczącego rady generalnej departamentu Indre i Loara. Między 12 listopada 1994 a 11 maja 1995 sprawował urząd ministra ds. kooperacji w rządzie Édouarda Balladura, zaangażował się w kampanię wyborczą premiera w wyborach prezydenckich.
W 2004 powrócił do Zgromadzenia Narodowego, wygrywając jako kandydat Unii na rzecz Ruchu Ludowego wybory uzupełniające, przeprowadzone w jednym z okręgów Paryża po dymisji dotychczasowego deputowanego. W 2007 i w 2012 z powodzeniem ubiegał się o reelekcję, w 2008 zasiadł także w radzie miejskiej Paryża. Po przekształceniu UMP został członkiem Republikanów.